# Otkrityije Aréna
Az Otkrityije Aréna vagy Szpartak Stadion (oroszul: Открытие Арена) moszkvai labdarúgó-stadion, a Szpartak Moszkva otthona, a 2018-as labdarúgó-világbajnokság egyik helyszíne.
A 45 360 férőhelyes stadion az Európai Labdarúgó-szövetség (UEFA) minden előírásának megfelel, így nemzetközi versenyek lebonyolítására alkalmas.
A sportlétesítmény Moszkva külvárosában, a Volokolamszkoje sossze mentén épült, a Szpartak és a Tusinszkaja metrómegállóktól érhető el.

## Az Otkrityije Aréna mérkőzései a 2018-as labdarúgó-világbajnokságon
| 2018. június 16. 16:00 (15:00) |

| Argentína  | 1–1               | Izland          |
| ---------- | ----------------- | --------------- |
| Agüero 19' | (1–1) Jegyzőkönyv | Finnbogason 23' |

| Otkrityije Aréna, Moszkva Nézőszám: 44 190 Játékvezető: Szymon Marciniak (lengyel) |

| 2018. június 19. 18:00 (17:00) |

| Lengyelország  | 1–2               | Szenegál                     |
| -------------- | ----------------- | ---------------------------- |
| Krychowiak 86' | (0–1) Jegyzőkönyv | Cionek 37' (öngól) Niang 60' |

| Otkrityije Aréna, Moszkva Nézőszám: 44 190 Játékvezető: Naváf Sukralláh (bahreini) |

| 2018. június 23. 15:00 (14:00) |

| Belgium                                                 | 5–2               | Tunézia               |
| ------------------------------------------------------- | ----------------- | --------------------- |
| Hazard 6' (11-esből) 51' Lukaku 16' 45+3' Batshuayi 90' | (3–1) Jegyzőkönyv | Bronn 18' Hazrí 90+3' |

| Otkrityije Aréna, Moszkva Nézőszám: 44 190 Játékvezető: Jair Marrufo (amerikai) |

| 2018. június 27. 21:00 (20:00) |

| Szerbia | 0–2               | Brazília                      |
| ------- | ----------------- | ----------------------------- |
|         | (0–1) Jegyzőkönyv | Paulinho 36' Thiago Silva 68' |

| Otkrityije Aréna, Moszkva Nézőszám: 44 190 Játékvezető: Alirezá Fagáni (iráni) |

| 2018. július 3. 21:00 (20:00) |

| Kolumbia                               | 1–1 (h. u.)                 | Anglia                                |
| -------------------------------------- | --------------------------- | ------------------------------------- |
| Mina 90+3'                             | (0–0, 1–1, 1–1) Jegyzőkönyv | Kane 57' (11-esből)                   |
| Büntetőpárbaj                          |                             |                                       |
| Falcao Ju. Cuadrado Muriel Uribe Bacca | 3–4                         | Kane Rashford Henderson Trippier Dier |

| Otkrityije Aréna, Moszkva Nézőszám: 44 190 Játékvezető: Mark Geiger (amerikai) |